# Bol'sheignatovsky (huyện)
Huyện Bol'sheignatovsky (tiếng Nga: ? райо́н) là một huyện hành chính tự quản (raion), của Mordovia, Nga. Huyện có diện tích 840 kilômét vuông. Trung tâm của huyện đóng ở Bol'shiye Ignatovo.